# 高崖子沟
高崖子沟位于中华人民共和国新疆维吾尔自治区乌鲁木齐市达坂城区东部，是白杨河左岸支流。发源于达坂城区东北博格达山支脉恰克马克塔格山喀日尕依达坂和恰克马克达坂，河流自源头向西北流，后又转向西流，右纳西叉沟后折为西南流，约9千米流出山口，山口处为高崖子牧场，之后经东沟乡高崖子村、月牙湾村、东湖村后与西邻的阿克苏沟汇合，最后于峡口古城（白水镇）附近汇入白杨河。河长71千米，流域面积331平方千米，年均径流量0.718亿立方米。也有资料和地图将高崖子沟视作白杨河上游。